# Emil Stumpp
Emil Stumpp  (Neckarzimmern, 17 de março de 1886 - Stuhm, cidade no oeste da Prússia, 5 de abril de 1941) foi um professor e artista alemão, conhecido por suas caricaturas e desenhos de pessoas conhecidas na década de 1930 durante a República de Weimar. Ele morreu em 1941 na prisão depois de voltar para a Alemanha, que ele havia deixado depois de desenhar um retrato pouco lisonjeiro de Adolf Hitler. 

## Biografia
Stumpp nasceu na cidade de Neckarzimmern no sudeste da Alemanha, mas mudou-se com a sua família aos três anos de idade para a cidade de Worms. Quando tinha oito anos a família mudou-se para Karlsruhe. Stumpp serviu na primeira guerra mundial alcançando o posto de tenente. Sua educação foi em Karlsruhe, Uppsala e em Berlim. Ele estudou arte, bem como filosofia, e história alemã.
Em 1924, ele deixou o seu cargo de professor para se tornar um artista em tempo integral, apesar de ter uma esposa e cinco filhos.

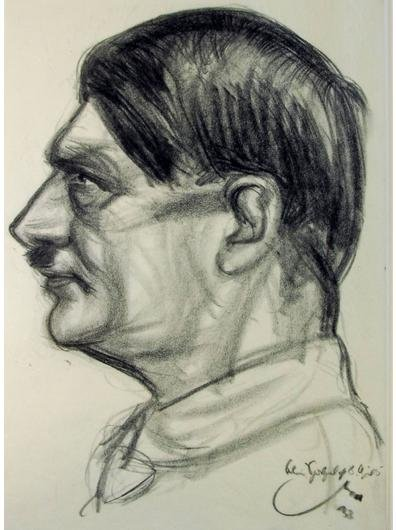
Retrato de Hitler em (1933)

Ele foi bem sucedido e criou retratos de muitas pessoas conhecidas, incluindo: Bertolt Brecht, Käthe Kollwitz, Erich Mendelsohn, Chanceler Friedrich Ebert, Thomas Mann, Otto Braun, Else Lasker-Schüler e Le Corbusier .
Ele acabou sendo contratado para criar um retrato de Adolf Hitler para o seu aniversário em 1933. O retrato não foi bem recebido, sendo que Strumpp, o periódico (the General Anzeiger) e seu editor foram todos proibidos de continuarem trabalhando na Alemanha.
Stumpp deixou o país, mas retornou em 1940, onde acabou sendo denunciado, preso e condenado a um ano de prisão, onde morreu em 1941.

## Legado
Os trabalhos de Stumpp, foram exibidos em 1996, na cidade de Dortmund no Institut für Zeitungsforschung der Stadt. Ele deixou cerca de 6.000 desenhos .